# Minobu
Minobu (身延町?) è una cittadina giapponese della prefettura di Yamanashi.